# Polizeichor
Polizeichöre sind bundesweit organisierte Gesangchöre, die – zumeist als gemeinnütziger und eingetragener Verein – sowohl aus Polizeibediensteten als auch aus Vertretern anderer Berufsgruppen bestehen.
Zurzeit sind in der Bundesrepublik 72 Polizeichöre im Chorverband der Deutschen Polizei zusammengefasst.
Es handelt sich um Laienchöre mit Kontakten zu (Polizei-)Chören im In- und Ausland. 
Die Zielsetzung der Polizeichöre umfasst unter anderem
- die Förderung des Gesangs und der Freude an der Musik
- die Imagepflege der Polizei in der Bevölkerung
- die Förderung der Kollegialität innerhalb der Polizei
- die Traditionspflege
- die Förderung persönlicher Geborgenheit
- die Pflege und den Ausbau von Freundschaften
- die Verbesserung der Völkerverständigung
- das Handeln gegen wachsende Anonymität in der Gesellschaft
- die Wahrung des deutschen Liedgutes

Polizeichöre sind somit wichtiger Bestandteil der deutschen Chorlandschaft. Ihr Repertoire umfasst neben dem Shanty und Popmusik vielfach auch traditionelle oder kirchliche Stücke.
Sie tragen bei offiziellen Anlässen eine Polizeiuniform. Dabei werden besondere Schulterstücke (Harfenstickerei) getragen. Sofern sie Polizeivollzugsbeamte sind, tragen sie ihre Schulterstücke mit den jeweiligen Dienstgradabzeichen.
Der Frankfurter Polizeichor sang die Eintracht-Frankfurt-Hymne Im Herzen von Europa.
Erstmals gibt es auch einen Polizeikinderchor in Deutschland. Beim Polizeichor Fulda e.V. wurde im Januar 2011 der EPKiC (Erster Polizeikinderchor) gegründet.